# Карл Лагерфельд
Карл Отто Лагерфельд (нім. Karl Otto Lagerfeld; нар. 10 вересня 1933, Гамбург, Німеччина, — пом. 19 лютого 2019, Неї-сюр-Сен) — німецький та французький модельєр і фотограф. Найбільш відомий як головний дизайнер і креативний директор фешн-дому Chanel. Також він співпрацював з такими брендами як Fendi (з 1965 р.), Chloé (1963-78, 1992-97), Jean Patou (1958—1963), H&M (2004), Hogan (2011) та Macy's (2011)

## Життєпис
Народився в Гамбурзі 10 вересня 1933 в заможній сім'ї банківського службовця Отто Лагерфельдта. У нього була старша сестра Марта-Крістіана, яка з 1957 жила в США і померла у 2015, а також зведена сестра по батькові Теа, від попередніх стосунків. У 1953 разом з матір'ю переїхав до Парижа. Навчався в Школі при Синдикату високої моди.
У 1955 отримав першу премію в конкурсі за дизайн пальто, який організував Міжнародний секретаріат вовни. Потім став асистентом П'єра Бальмена, з яким працював до 1958.
У 1959 запрошують у Будинок Жана Пату, де він отримує посаду артдиректора. Тут він працює до 1963.
З 1963 став працювати відразу з чотирма будинками моди — Chloé, Krizia, Charles Jourdan і Fendi, створюючи для кожного абсолютно різні колекції.
У 1974 заснував власну лінію — Karl Lagerfeld Impression.
У 1979 він отримав запрошення викладати у Віденській вищій школі прикладного мистецтва на посаді професора.
У 1983 став художнім директором Будинку Chanel. Працював над створенням колекції прет-а-порте для Chanel. Заснував лінії KL і KL by Karl Lagerfeld.
З 1987 зайнявся фотографією, опублікував кілька книг. У 1993 отримав премію Lucky Strike Designer Award.
У 1987—1995 співпрацював з великим німецьким виробником одягу Клайсом Штайльманом.
У 1992—1997 знову обіймав посаду головного дизайнера будинку Chloé.
У 1996 отримав приз Німецького товариства фотографії. У 1998 відкрив галерею Карла Лагерфельда в Парижі — Lagerfeld Gallery — Studio 7L.
Відомий і як творець парфумів. Він створив аромати: Chloé (1975), KL (1982), KL pour Homme (1986), Lagerfeld Photo (1990), Sun Moon Stars (1994), Jako (1997).
У 2000 заснував у Парижі власний видавничий будинок під назвою 7L. У тому ж році він продав частину своєї колекції книг про французьке мистецтво XVIII століття на аукціоні Christie's. Володів книгарнею «7L» в Парижі. Був великим книголюбом, володів особистою бібліотекою в 300 000 томів.
У 2007 на Берлінському міжнародному кінофестивалі відбулася прем'єра фільму Родольфа Марконі «Секрети Лагерфельда» (англ. Lagerfeld. Confidential).
Не був одружений, дітей немає. Після смерті від СНІДу в 1989 його партнера Жака де Башера жив один. З прислуги у своєму будинку тримав тільки домробітницю, кухаря і шофера, які знаходились в його розпорядженні цілу добу. За власним визнанням Лагерфельда, секс його не цікавить.
18 лютого 2019 був госпіталізований в передмісті Неї-сюр-Сен, 19 лютого помер від раку підшлункової залози.

## Політичні висловлювання
З приводу політики Ангели Меркель по залученню мільйонної хвилі арабських та ісламських біженців до Німеччини, Карл Лагерфельд у листопаді 2017 в інтерв'ю TV-шоу «Salut les Terres» французького «Canal 8» заявив:
| «Вбивши мільйони євреїв, ми не можемо наповнювати країну мільйонами їх найгірших ворогів»[8]Оригінальний текст (нім.) [«Wir können nicht Millionen Juden töten und Millionen ihrer schlimmsten Feinde ins Land holen.»] Помилка: {{Lang}}: текст вже має курсивний шрифт (допомога) |

## Критика
- У 90-х головний редактор Vogue Анна Вінтур покидала його покази, протестуючи проти участі стриптизерок.

- У 2001 був атакований активістами PETA, які виступали проти використання хутра.

- Згідно з New York Post, модельєр сказав, що не бачить нічого поганого в тому, що люди вбивають звірів, які за можливості самі б вбивали людей. Представник PETA на це заявив, що «маячне» твердження Лагерфельда і менталітет «убий, або будь вбитим» навряд чи можуть бути застосовні щодо норки або кролика.

## Нагороди
- Командир ордена Почесного Легіону (2010) — за внесок в культуру і мистецтво.